# La Princesse Maleine

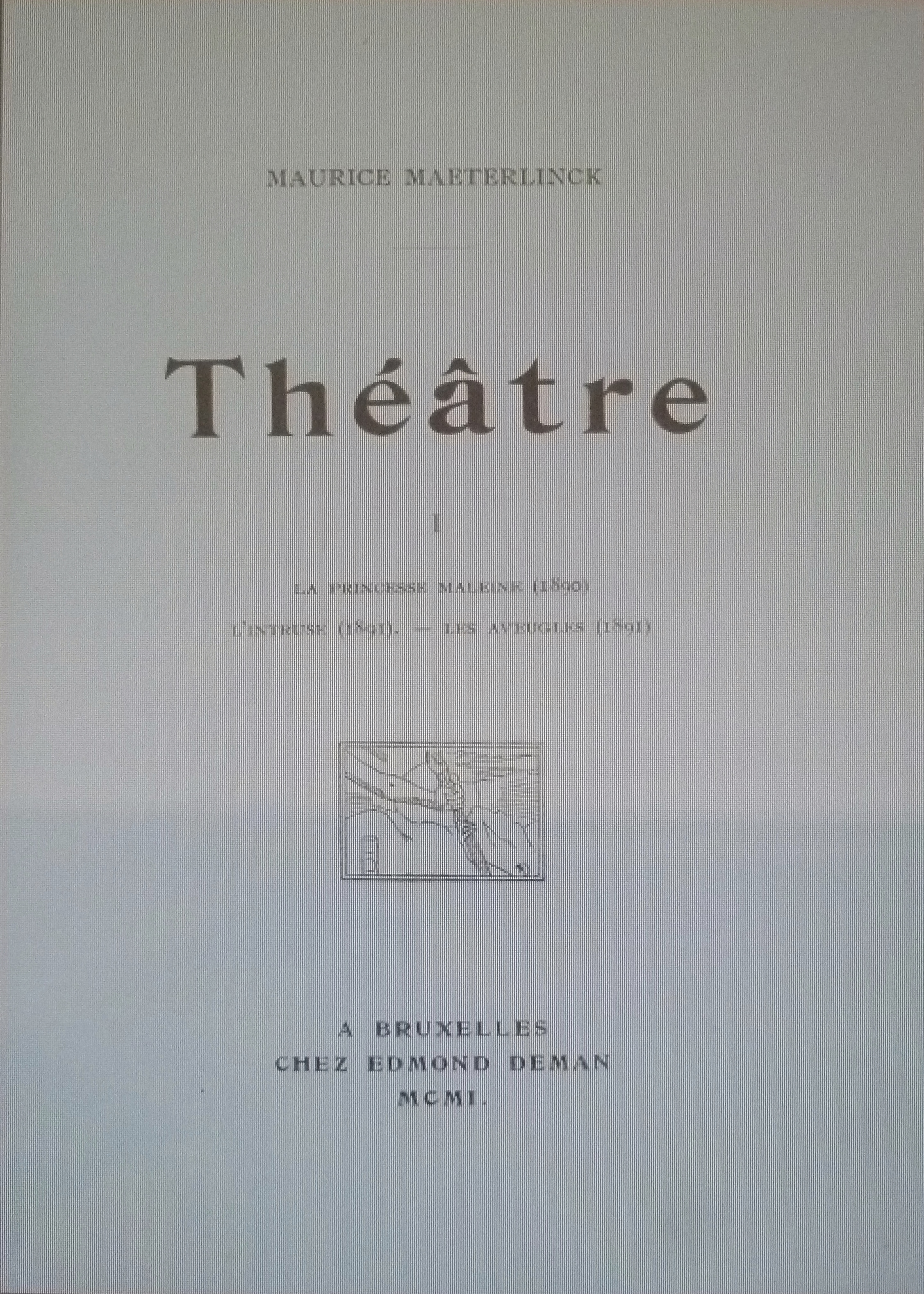
Théâtre I : La Princesse Maleine - L'Intruse - l'Aveugle

La Princesse Maleine est une pièce de théâtre du dramaturge belge Maurice Maeterlinck écrite en 1889. Au contraire de ce que l'on pourrait penser, La princesse Maleine n'est pas une reprise du conte des Frères Grimm, Demoiselle Maleen. Le texte de Maeterlinck reprend certes plusieurs éléments de ce conte, mais on ne peut le considérer comme une adaptation de l'œuvre des Frères Grimm.
C'est la première pièce de théâtre écrite par l'auteur. Une édition bibliophilique illustrée par Émile-Henry Tilmans a été publiée par la Société de bibliophilie « Les Cinquante » à Bruxelles en 1923.

## Personnages
- le roi Hjalmar
- le prince Hjalmar
- le roi Marcellus

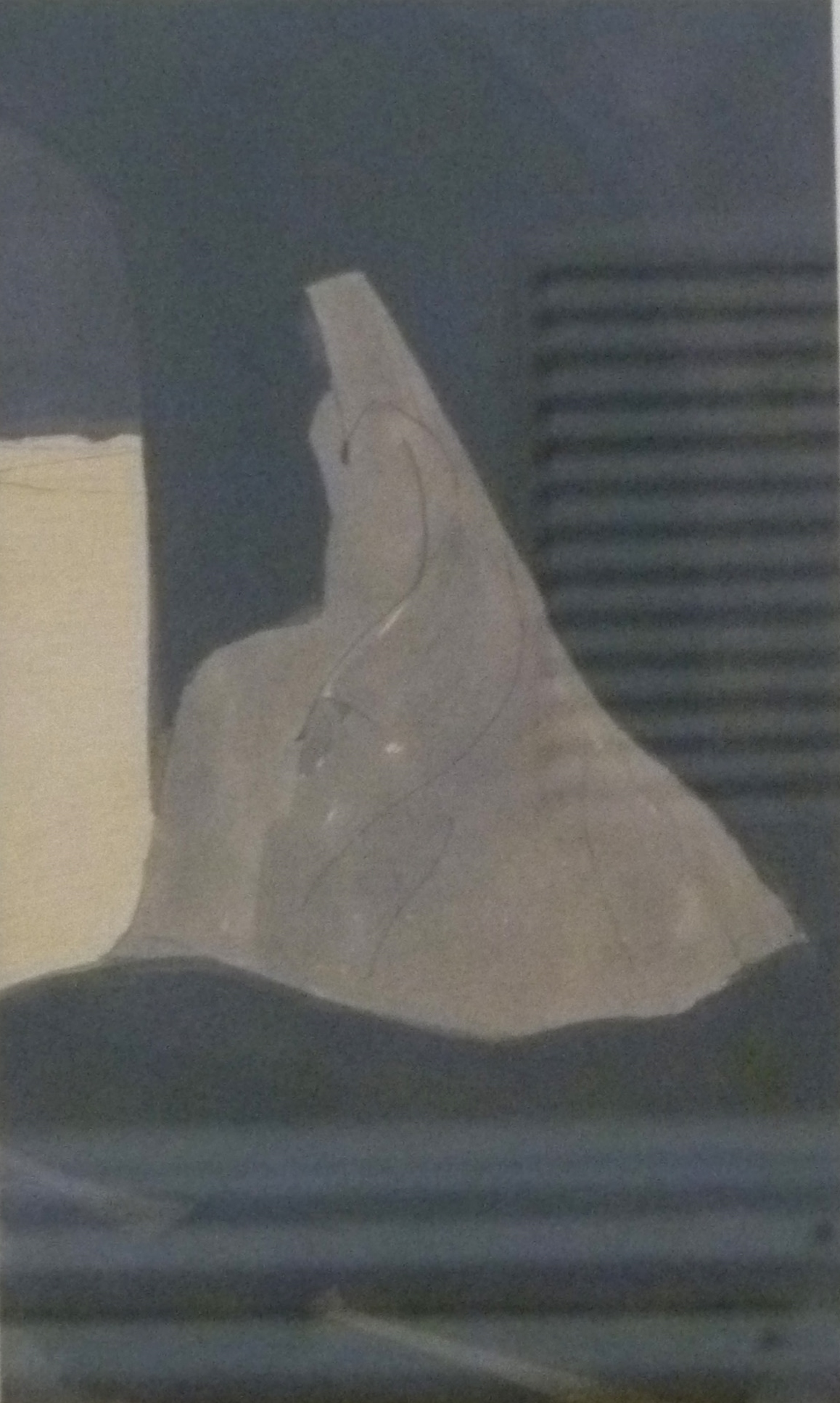
"La Princesse Maleine", illustration par Léon Spilliaert

- la reine Anne, nouvelle femme du roi Hjalmar
- la princesse Maleine, fille de Marcellus
- la princesse Uglyane, fille de la reine Anne
- la nourrice de Maleine
- une troupe de personnages secondaires, et d'autres n'ayant pas de répliques

## Argument
Les rois Hjalmar et Marcellus sont au château d'Harlingen pour les fiançailles de leur enfant. Pour un motif inconnu, Hjalmar se fâche et part en déclarant la guerre. Marcellus convoque sa fille pour lui annoncer la rupture de ses fiançailles et d'oublier le prince Hjalmar; mais comme elle refuse, son père décide de l'enfermer dans une tour avec sa nourrice.

## Adaptation
Lili Boulanger en fit un opéra, qui reste aujourd'hui introuvable. 